# Agustín Balbuena
Agustín Alberto Balbuena (Santa Fe, 1 de septiembre de 1945-Buenos Aires, 9 de marzo de 2021) fue un futbolista argentino. Jugaba de delantero y su primer club fue Colón. Ganó cuatro Copas Libertadores y la Copa Intercontinental con Independiente.

## Trayectoria

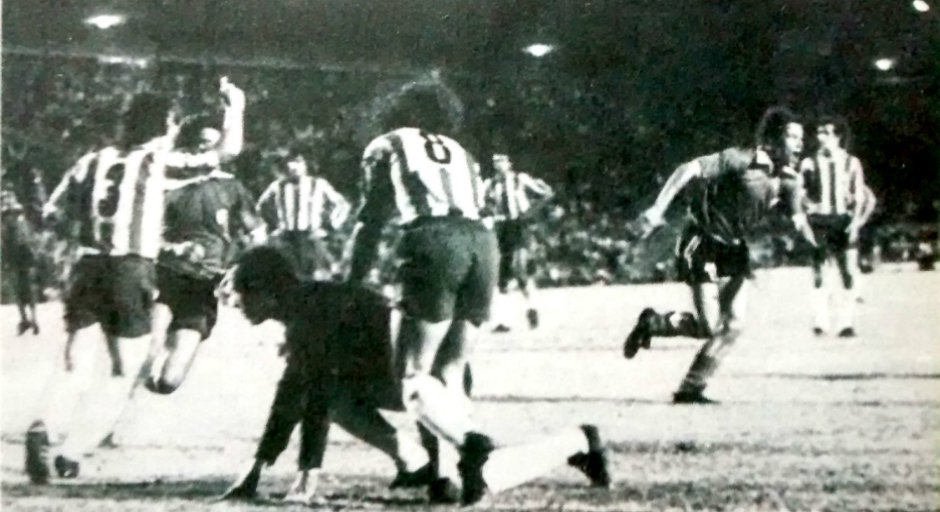
Por la ida de la final de la Copa Intercontinental 1974, Independiente venció en Avellaneda 1-0 al Atlético de Madrid con gol de Agustín Balbuena.

Balbuena empezó su carrera profesional en 1964 con el club de su Santa Fe natal (Colón), y después de firmar con Racing Club jugó en Rosario Central donde fue el finalista en el Nacional 1970.
En 1971 Balbuena se unió al Independiente de Avellaneda en donde se convirtió en un jugador importante en el período más exitoso en la historia del club. Formó parte del equipo que ganó el Metropolitano 1971 para clasificar a la Copa Libertadores. Independiente ganó la competición en 4 ocasiones consecutivas: 1972, 1973, 1974 y 1975. 
Balbuena fue incluido en la selección argentina para la Copa Mundial de 1974. Jugó para la Selección nacional en 8 ocasiones.
Más tarde, en su carrera jugó para el Atlético Bucaramanga de Colombia y en el Club Deportivo FAS de El Salvador.

### Después del retiro
Se desempeñó como "descubridor de talentos" para Independiente, siendo el responsable de introducir al club a Sergio Agüero (fue su primer entrenador en el fútbol infantil, cuando el Kun solo tenía 8 años), Emiliano Molina y Alan Velasco.

## Selección nacional

### Participaciones en Copas del Mundo
| Mundial                        | Sede     | Resultado     | Partidos | Goles |
| ------------------------------ | -------- | ------------- | -------- | ----- |
| Copa Mundial de Fútbol de 1974 | Alemania | Segunda ronda | 4        | 0     |

## Estadísticas

### Clubes
| Equipo                     | Div.                | Temporada           | Liga     | Liga  | Nacional | Nacional | Copas nacionales | Copas nacionales | Torneos internacionales | Torneos internacionales | Total    | Total |
| Equipo                     | Div.                | Temporada           | Partidos | Goles | Partidos | Goles    | Partidos         | Goles            | Partidos                | Goles                   | Partidos | Goles |
| -------------------------- | ------------------- | ------------------- | -------- | ----- | -------- | -------- | ---------------- | ---------------- | ----------------------- | ----------------------- | -------- | ----- |
| Colón Argentina            | 2ª                  | 1964/65             | 4        | 0     | -        | -        | -                | -                | -                       | -                       | 4        | 0     |
| Colón Argentina            | 1ª                  | 1966                | 8        | 0     | -        | -        | -                | -                | -                       | -                       | 8        | 0     |
| Colón Argentina            | 1ª                  | 1967                | 21       | 7     | -        | -        | -                | -                | -                       | -                       | 21       | 7     |
| Colón Argentina            | 1ª                  | 1968                | 17       | 2     | 15       | 5        | -                | -                | -                       | -                       | 32       | 7     |
| Colón Argentina            | 1ª                  | 1969                | 21       | 3     | -        | -        | 7                | 5                | -                       | -                       | 28       | 8     |
| Colón Argentina            | Total               | Total               | 71       | 12    | 15       | 5        | 7                | 5                | -                       | -                       | 93       | 22    |
| Rosario Central Argentina  | 1ª                  | 1970                | 10       | 0     | 9        | 1        | 4                | 2                | -                       | -                       | 23       | 3     |
| Rosario Central Argentina  | Total               | Total               | 10       | 0     | 9        | 1        | 4                | 2                | -                       | -                       | 23       | 3     |
| Independiente Argentina    | 1ª                  | 1971                | 31       | 8     | 11       | 0        | -                | -                | -                       | -                       | 42       | 8     |
| Independiente Argentina    | 1ª                  | 1972                | 20       | 4     | 12       | 6        | -                | -                | 14                      | 3                       | 46       | 13    |
| Independiente Argentina    | 1ª                  | 1973                | 17       | 3     | 13       | 3        | -                | -                | 9                       | 3                       | 39       | 9     |
| Independiente Argentina    | 1ª                  | 1974                | 11       | 3     | 22       | 5        | -                | -                | 11                      | 4                       | 44       | 12    |
| Independiente Argentina    | 1ª                  | 1975                | 19       | 6     | 15       | 1        | -                | -                | 9                       | 1                       | 43       | 8     |
| Independiente Argentina    | Total               | Total               | 98       | 24    | 73       | 15       | -                | -                | 43                      | 11                      | 214      | 50    |
| Racing Club Argentina      | 1ª                  | 1976                | 14       | 3     | 5        | 0        | -                | -                | -                       | -                       | 19       | 3     |
| Racing Club Argentina      | Total               | Total               | 14       | 3     | 5        | 0        | -                | -                | -                       | -                       | 19       | 3     |
| Bucaramanga · Colombia     | 1ª                  | 1976/77             | 10       | 0     | -        | -        | -                | -                | -                       | -                       | 10       | 0     |
| Bucaramanga · Colombia     | Total               | Total               | 10       | 0     | -        | -        | -                | -                | -                       | -                       | 10       | 0     |
| América de Cali · Colombia |                     | 1977/78             | 0        | 0     | -        | -        | -                | -                | -                       | -                       | ?        | ?     |
| América de Cali · Colombia | Total               | Total               | 0        | 0     | -        | -        | -                | -                | -                       | -                       | ?        | ?     |
| Total en su carrera        | Total en su carrera | Total en su carrera | 203      | 39    | 102      | 21       | 11               | 7                | 43                      | 11                      | 359      | 78    |

## Palmarés

### Títulos nacionales
| Título           | Club          | País      | Año     |
| ---------------- | ------------- | --------- | ------- |
| Segunda División | Colón         | Argentina | 1964-65 |
| Primera División | Independiente | Argentina | M-1971  |

### Títulos internacionales
| Título                | Club          | Sede        | Año  |
| --------------------- | ------------- | ----------- | ---- |
| Copa Libertadores     | Independiente | Avellaneda  | 1972 |
| Copa Libertadores     | Independiente | Montevideo  | 1973 |
| Copa Interamericana   | Independiente | Tegucigalpa | 1973 |
| Copa Intercontinental | Independiente | Roma        | 1973 |
| Copa Libertadores     | Independiente | Santiago    | 1974 |
| Copa Interamericana   | Independiente | Guatemala   | 1974 |
| Copa Libertadores     | Independiente | Asunción    | 1975 |